# Synallaxis frontalis
El pijuí frentigrís (Synallaxis frontalis), también conocido como pijuí común de cola rojiza (en Argentina y Bolivia), pijuí frente gris (en Argentina, Paraguay y Uruguay) o coludito frente parda (en Uruguay), es una especie de ave paseriforme de la familia Furnariidae perteneciente al numeroso género Synallaxis. Es nativa de América del Sur.

## Distribución y hábitat
Se distribuye ampliamente desde el noreste, centro, suroeste, sureste y sur de Brasil (Maranhão al este hasta Rio Grande do Norte, y hacia el sur hasta Mato Grosso do Sul y  norte de São Paulo, también en el sur de Rio Grande do Sul), este de Bolivia (Cochabamba al sur hasta Tarija y Santa Cruz), desde el norte hasta el centro de Argentina (hasta Mendoza, La Pampa y  norte de Buenos Aires), Paraguay (excepto el sureste) y Uruguay.
Esta especie es considerada bastante común y ampliamente diseminada en el estrato bajo y en los bordes de una variedad de hábitats naturales que incluyen bosques secos y caducifolios y matorrales de la caatinga, del cerrado, del chaco, del monte, pastizales altos y zonas degradadas, hasta los 2500 metros de altitud (en Bolivia).

## Descripción
Mide entre 14 y 16 cm de longitud y pesa entre 11 y 17 gramos. Es marrón oliváceo en las partes superiores, con la frente gris y la corona pardo rojiza. Las alas y la larga cola son pardo rojizas. la garganta es blanca manchada de negro, el pecho gris claro, el centro del abdomen blanco. Parecido con Synallaxis albescens que tiene la cola más marrón , y con quien es localmente sintópico, a pesar de preferir ambientes más florestales. Con buenas condiciones de luz, exhibe una lista superciliar más clara y también los ojos amarillo naranja, rodeados de algunas plumas gris más claro.

## Comportamiento
Vive en pareja y tiene el comportamiento esquivo propio da las aves de su género, siendo, en general, más oído que visto.

### Alimentación
Su dieta consiste de insectos y sus larvas, arañas, opiliones y otros artrópodos y moluscos.

### Reproducción
Construye un nido típico de las aves de su género, una bola de palitos y ramitas de diversos tamaños, colocada en (una horquilla y dentro de un arbusto, con un tubo lateral del mismo material como entrada. Como otros furnáridos, la pareja usa el nido durante buena parte del año, sea para reproducción o para dormir. Mantienen contacto con llamados bajos y en el período reproductivo (julio a diciembre) emiten su llamado alto.

### Vocalización
Su vocalización es un distinto «ti-pli», «chi-cli» o «be-trim» (que da origen a su nombre onomatopéyico en Brasil).

## Sistemática

### Descripción original
La especie S. frontalis fue descrita por primera vez por el ornitólogo austríaco August von Pelzeln en 1859 bajo el mismo nombre científico; su localidad tipo es: «Río São Francisco, Bahía, Brasil».

### Etimología
El nombre genérico femenino «Synallaxis» puede derivar del griego «συναλλαξις sunallaxis, συναλλαξεως sunallaxeōs»: intercambio; tal vez porque el creador del género, Vieillot, pensó que dos ejemplares de características semejantes del género podrían ser macho y hembra de la misma especie, o entonces, en alusión a las características diferentes que garantizan la separación genérica; una acepción diferente sería que deriva del nombre griego «Synalasis», una de las ninfas griegas Ionides. El nombre de la especie «frontalis», proviene del latín y significa frontal, relativo a la frene, en relación con la distintiva frente gris de la especie.

### Taxonomía
Los datos genético-moleculares indican que forma un grupo con Synallaxis albescens, S. albigularis, S. azarae y S. courseni. El taxón propuesto S. poliophrys fue basado en la identificación errada de un ejemplar de la presente. El plumaje varía clinalmente, siendo billante en el noreste y más opaco en el suroeste; la subespecie propuesta S. f. fuscipennis Berlepsch, 1907, descrita en Bolivia, casi seguro se basa en esta sutil variación clinal, tanto que ninguna de sus alegadas características (banda frontal más ancha y más gris, espalda más opaca, alma interna de las rectrices marrón) permite un diagnóstico de ejemplar individual, mismo cuando comparando extremos desde las laderas de los Andes bolivianos con poblaciones distantes del noreste de Argentina. La población del Río Cotacajes, en Cochabamba (Bolivia), aparentemente representa una subespecie no descrita. Es monotípica.
La clasificación Clements Checklist/eBird v.2019 lista a S. frontalis fuscipennis como válida.